# Морриси, Патрик
Патрик Морриси (англ. Patrick Morrisey; род. 21 декабря 1967, Нью-Йорк, Нью-Йорк) — американский предприниматель и политик, представляющий Республиканскую партию. Губернатор штата Западная Виргиния (с 2025).

## Биография
Получил степень бакалавра в отделении Ратгерского университета в Нью-Брансуике и высшее юридическое образование в отделении Ратгерского университета в Ньюарке. Работал консультантом по вопросам здравоохранения в Комитете по энергетике и торговле Палаты представителей США.
6 ноября 2012 года избран генеральным прокурором Западной Виргинии и 14 января 2013 года вступил в должность, став первым республиканцем на этом посту с 1933 года.
5 ноября 2024 года победил на губернаторских выборах в Западной Вирджинии с убедительным результатом 62 % кандидата от Демократической партии Стива Уильямса (Steve Williams).